# البومة (سهرة تلفزيونية)
البومة، سهرة تلفزيونية كويتية من بطولة الفنانة حياة الفهد عرضت عام 2001.